# Casa Carducci
Casa Carducci è un edificio storico di Bologna, così chiamato perché fu residenza del poeta Giosuè Carducci e oggi sede di un Istituto culturale a lui dedicato che comprende la dimora storica con giardino e monumento, biblioteca e archivio, casa-museo, raccolta di oggetti e documenti carducciani, centro di informazione specializzata sull'opera dello scrittore, centro per gli studi letterari del XIX e XX secolo. L'istituto è sezione speciale della Biblioteca dell'Archiginnasio e ospita la Commissione per i testi di lingua di cui Carducci fu presidente oltre al museo civico del Risorgimento.

## Storia dell'edificio
L'edificio è situato fra Viale Carducci, Piazza Carducci e Via Dante, lungo la cinta muraria fra porta Maggiore e porta Santo Stefano. La sua costruzione risale al primo decennio del XVI secolo, chiesa e, prima ancora, oratorio della confraternita di S. Maria della Pietà. Il 24 marzo 1712, durante la celebrazione dei Sepolcri, un terribile incendio distrusse il luogo di culto: perduti l'ornato e i dipinti dell'altare maggiore della chiesa, le pitture dell'oratorio e l'organo. Si salvarono a stento il reliquiario e l'immagine in piombo della Beata Vergine. Tuttavia la chiesa e l'oratorio furono ricostruiti. Nel 1725 fu eretto un nuovo campanile a sinistra della chiesa, che si abbellì di nuove decorazioni eseguite nel 1742 e si adornò di cinque altari. Nell'altare maggiore fu collocata la superstite effigie in piombo. L'edificio rimase luogo di culto fino alla fine del XVIII secolo quando a seguito dell'occupazione napoleonica, la confraternita fu soppressa e il complesso devozionale, espropriato e venduto a privati, fu acquistato nel 1801 dai fratelli Gioacchino e Giuseppe Stoffer Rubini, facoltosi commercianti che ampliarono l'edificio fino a fargli assumere la conformazione attuale. Giosuè Carducci vi abitò, con la moglie Elvira, dal 1890 al 1907, anno della sua morte.

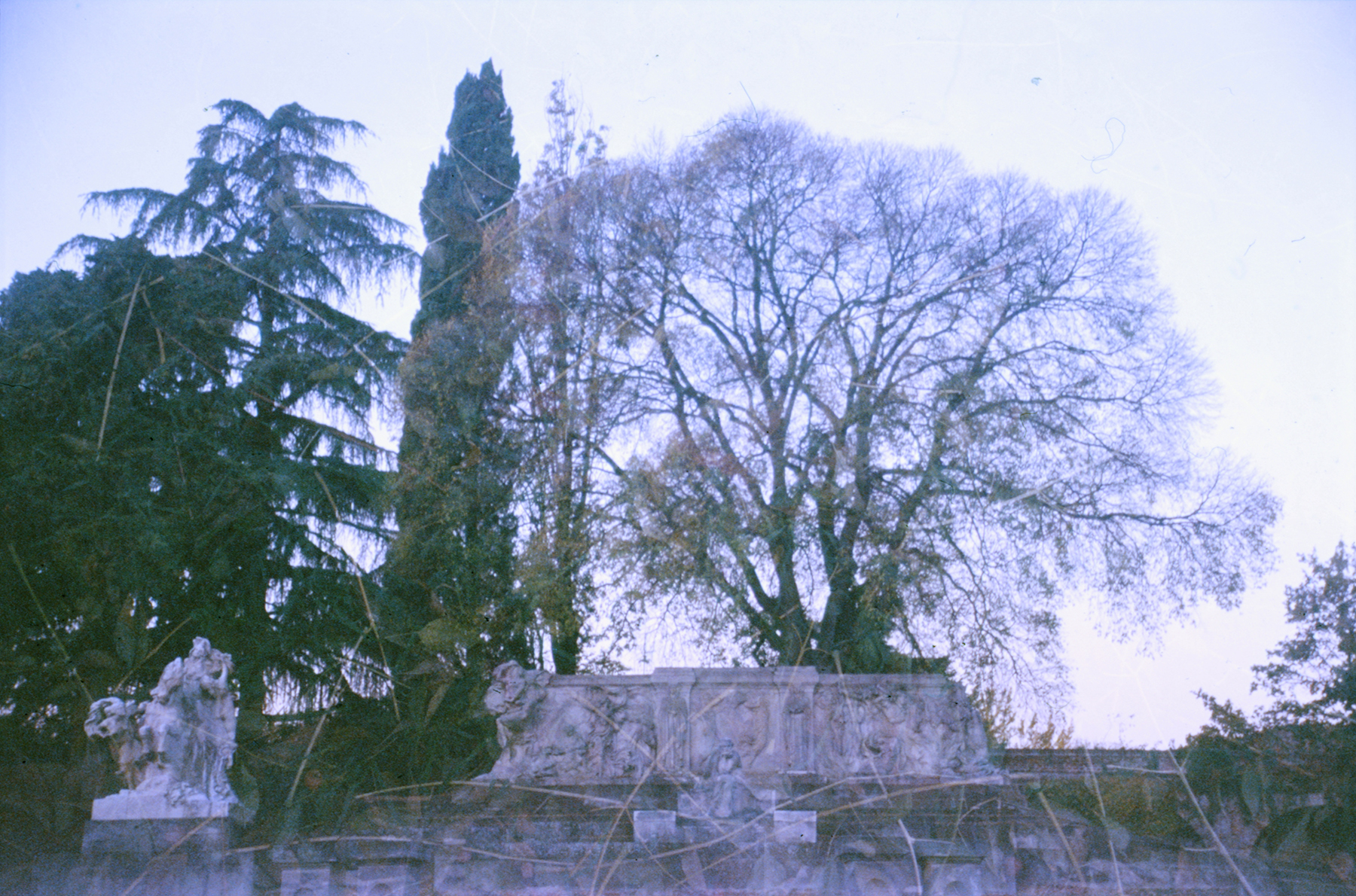
Monumento a Giosuè Carducci, Piazza Carducci, Bologna

## La casa museo
La visita al museo comprende la dimora di Carducci e il giardino memoriale.
La scala a chiocciola nell'atrio conduce all'appartamento del poeta, al piano superiore. Nel giardino, nello spazio antistante la piazza, è collocato il monumento a Giosuè Carducci.
Di come fosse in origine la casa, che è stata restaurata mantenendo il più possibile la configurazione primitiva, esiste una descrizione della nipote di Carducci Elvira Baldi, figlia di Beatrice Bevilacqua, nel libro di memorie Carducci mio nonno, (1977): 

## Il giardino
Dal 1928 nel giardino è collocato il monumento dedicato al poeta, opera dello scultore Leonardo Bistolfi.

## Museo civico del Risorgimento
Al piano terreno di Casa Carducci è ospitato il Museo civico del Risorgimento. 

## L'Istituto
Casa Carducci svolge le seguenti attività:
- la tutela e la conservazione conforme corrette metodologie della suppellettile libraria e non libraria;
- la catalogazione secondo le norme nazionali e internazionali vigenti del patrimonio documentario, allo scopo di renderlo accessibile nella maniera più efficace ed articolata possibile;
- l'individuazione di fondi carducciani (librari, mss., ecc.) tanto presso privati, quanto presso istituzioni pubbliche e private (biblioteche, archivi, ecc.);
- l'acquisizione di materiali carducciani e di interesse carducciano (opere a stampa, manoscritti, autografi, reperti iconografici; suppellettili) e comunque consoni alla fisionomia bibliografica del fondo e allo specifico profilo del museo;
- l'acquisizione di librerie e archivi legati a protagonisti della vita culturale, attivi anche a Bologna, fra Alma Mater e altre istituzioni, con lo scopo di documentare la vicenda letteraria otto-novecentesca;
- il collegamento e la cooperazione con istituzioni culturali (biblioteche, case-museo, ecc.) affini per tipologia dei materiali conservati presenti sul territorio nazionale e internazionale;
- il collegamento costante con il mondo della scuola inteso a promuovere incontri a carattere didattico da svolgersi con alunni ed insegnanti nell'ambito dell'istituto stesso;
- la promozione di un'attività di ricerca e di studio intorno ai materiali della biblioteca-archivio carducciana;
- la promozione di manifestazioni, attività divulgative (incontri di studio, seminari, convegni, rassegne espositive) connesse al patrimonio documentario ivi conservato (Carducci, la cultura letteraria dell'Otto-novecento) e in genere sulla scrittura letteraria novecentesca e contemporanea;
- la messa a punto di un'azione didattica rivolta alle scuole di ogni ordine e grado.

Per quanto riguarda il patrimonio conservato, la biblioteca di Casa Carducci "possiede attualmente più di 35.000 volumi (di cui 880 cinquecentine), 3.300 opuscoli, ritagli tratti da giornali e riviste con articoli di e su Carducci, [...] i manoscritti del Carducci, l'epistolario del poeta costituito da 37.796 lettere inviate da circa 9.000 corrispondenti".